# Меса (Аризона)
Меса (енгл. Mesa) град је у америчкој савезној држави Аризона. По попису становништва из 2020. у њему је живело 504.258 становника. Меса је трећи по величини град у Аризони, иза Финикса и Тусона.

## Историја
Историја града сеже барем унатраг 2.000 година до доласка Хохокама, старог индијанског народа. Они су изградили изворни каналски систем. Канали су били највећи и најсофистициранији у праисторијском Новом свету. Неки су били широки 27 m, дубоки 3 m и ширили су се 26 км преко пустиње. 1100. године вода се могла испоручивати на подручје преко 450 km² претварајући пустињу Сонору у пољопривредну оазу. До 1450. године Хохоками су конструисали канале дуге стотине миља од којих су многи и дан данас у употреби.
Нестанком Хохокама и пре доласка раних досељеника, ово подручје је било мало познато па њиме нису крочили истраживачи. До краја 19. века америчка војска је у близини данашње Месе покорила индијанско пламена Апача отварајући си пут за изградњу насеља.
Данијел Вебстер Џоунс је предводио је мормонску експедицију до тог подручја. Напуштајући у марту 1877. године Сент Џорџ у Јути, Јонес и остали су стигли до подручја Лехи, које се налазило унутар северног обода данашње Месе. Овде је основао насеље које се у почетку звало Џоунсвил и Форт Јута и није користио назив Лехи до 1883. године када је он усвојен на предлог Бригама Јанга млађег.
Истовремено, друга експедиција под називом Прва група Меса стигла је овде из Јуте и Ајдаха. Вође експедиције били су Крисмон, Померој, Робсон и Сирин. Они су одбили позив Данијела В. Џоунса да му се придруже, па су се населили на данашњем врху Месе по којем је град добио име. Ископали су канал за наводњавање од којих су неки били слични каналима Хохокама. Вода је први пута кроз њих потекла у априлу 1878. године. Експедиција Друга група Меса стигла је овде 1879. те се 1880. населила на источном делу где је некад била Прва група Меса. Разлог томе био је недостатак расположивих обрадивих површина. То насеље се звало Стрингтаун.
Меса је добила статус града 17. јула 1878. године и обухватала је 2,6 km² градског подручја. Прва школа је изграђена 1879. Град је 1883. бројио 300 становника. Доктор А. Ј. Чандлер који је касније основао истоимени град Чандлер, радио је на проширењу канала Меса 1895. године како би се осигурао довољни проток воде за изградњу електране.
Током Велике депресије средствима из радничког прогреса осигурана су средства за поплочавање улица, нову болницу, градску већницу и библиотеку.
Отварањем аеродрома Фалкон Филд и Вилијамс Филд почетком 1940-их, на подручју Месе се почело кретати више војног особља. Појавом клима-уређаја и порастом туризма, дошло је до наглог повећања популације у граду као и у остатку подручја Финикса. Томе је допринео и раст индустрије, посебно ваздухопловних компанија током 1950-их и 1960-их. Крајем 1960-их половина становништва Месе живела је од пољопривреде, али је временом напуштен такав начин рада увођењем подземне железнице, чиме је становништво прелазило да ради у индустрији.

## Демографија
Према попису становништва из 2010. у граду је живело 439.041 становника, што је 42.666 (10,8%) становника више него 2000. године.
|                   | 2010.            | 2000.            |
| Укупно            | 439 041 (100,0%) | 396 375 (100,0%) |
| Белци             | 282 505 (64,35%) | 290 180 (73,21%) |
| Хиспаноамериканци | 115 753 (26,36%) | 78 281 (19,75%)  |
| Остали            | 17 001 (3,872%)  | 12 020 (3,032%)  |
| Афроамериканци    | 15 289 (3,482%)  | 9 977 (2,517%)   |
| Азијати           | 8 493 (1,934%)   | 5 917 (1,493%)   |

## Партнерски градови
- Upper Hutt
- Caraz
- Манаус

## Познате личности
- Стеван Мићић, репрезентативац Србије у рвању